# 布里蒂杜斯洛佩斯
布里蒂杜斯洛佩斯（葡萄牙語：Buriti dos Lopes）是巴西皮奥伊州的一个市镇。总面积691.363平方公里，总人口19267人，人口密度27.9人/平方公里。